# 시화호 토막살인 사건
시화호 토막살인 사건(始華湖-殺人事件)은 김하일이 부인을 살해하고 시체를 토막 내어 경기도 시화호에 유기한 사건이다.
2013년 8월경 실종된 42살 남성 우 모씨의 시신이 머리가 잘린 채 2014년 3월 26일 시화호 매립공사 현장에서 발견되고 2008년 안양 초등학생 납치 살해 사건의 피해자 우예슬의 시신 일부가 시화호 주변에서 발견된 것에 이어 2015년 4월 5일 경기도 시흥시 시화 방조제에서 이상한 분위기를 풍기는 가방을 발견한 시화호를 찾은 관광객에 의해 42살의 조선족 여성 한 모씨가 살해된 채 시체가 토막내어진 등 훼손된 상태로 발견되고 경찰이 한 모씨의 동거인인 47살의 김하일을 유력한 용의자로 보고 검거에 나서자 4월 7일 경찰에 자수한 사건이다.

## 시화호
시화호는 사방에서 국도를 통해 쉽게 도달할 수 있어 일자리를 찾아서 이동하는 사람들이 많아 유흥가가 발달해 있고 연쇄 강력사건이 잦은 경기도 안산과 시흥, 화성에 걸친 인공호수로 갈대가 빽빽한 대규모 습지가 조성돼 있어 시신을 유기하게 적합한 지형이다.
더군다나  교통편이 편하여 이주민들이 집중적으로 모여 사는 지역들은 우범지대들이 많은 편인데도 불구하고 경기 남부권은 경찰 1인당 담당해야 할 시민의 숫자가 전국 평균 500명보다 2배가 더 많은 1000명 정도되어 치안이 문제가 될 수 밖에 없다는 지적도 있다.

## 사건
47세의 김하일과 42세의 동거인인 한씨는 20년간 함께 살다가 2014년에 늦둥이로 태어난 아들과 함께 고향 중국 길림성에 집을 마련하기 위해 남편은 2008년부터 한국에 와 세금 포함 300만원 정도의 급여를 받았다고 한다. 2013년에 한국에 온 아내도 전자 부품회사에 다니면서 식당에서 일당을 받으며 출근을 하는 등 타국 땅에서 열심히 일했다고 전해진다. 그러나 3년 전부터 카지노 도박에 빠진 김하일이 6000만원을 모두 탕진했음에도 불구하고 부인 한씨는 이를 모두 용서하고 "새로 시작하자"고 하면서 북한 향토음식 닭곰을 준비했지만 그 대신 잔소리가 늘어나자 경기도 시흥시 정왕동 자신의 집에서 아내를 목을 조른 후 망치로 살해하고 화장실에서 시체를 여러 토막내고서 종량제 쓰레기 봉투에 담아 집에서 3백여 미터 떨어진 조카의 집 옥상에서 가방을 버리고 다른 시신들은 5킬로미터 정도 떨어진 시화방조제에서 비닐봉지에 담아 바다에 버리는 등 여러 날에 걸쳐 다섯 곳의 장소에 시신을 유기했으며 경찰에 의해 긴급체포되었을 때 "우발적으로 살인을 감행했다"고 밝혔다. 이후  김하일의 집 근처 폐쇄회로 텔레비전(CCTV)에는 김하일이 커다란 가방을 들고 서 있는 모습과 자전거를 타고 어디론가 향하는 모습이 담겨 있었다.
폐쇄회로 텔레비전(CCTV)에 담긴 김하일의 모습은 시화호에서 경찰에 의해 한씨의 손이 발견되며 김하일이 유력한 용의자로 지목되고, 경찰이 김하일을 검거하기 위해 잠복 수사를 하는 상황에서 한씨의 다리 등을 담은 가방을 소지한 채 아침 일찍부터 자전거를 이용하여 옮겼지만 경찰이 뒤를 따르고, 이를 눈치 챈 김하일이 골목길의 지형을 이용하여 인근에 있는 자신의 사촌이 사는 집에 들어가 옥상에 시체를 유기하려 하는 장면이다.
4월 10일 구속된 김하일은 4월 13일 경기도 시흥시 정왕동 등 다섯 곳에서 2시간여에 걸쳐 진행된 현장검증에서 "돌아간 와이프에게 미안하고 가족들에게 미안하고, 제가 죽을 죄를 지었습니다. 자살하려고 했기 때문에…자살에 실패했습니다."고 밝혔다.

## 같이 보기
- 연합뉴스TV 《뉴스현장14》(2015년 4월 8일 방송)'시화호 토막 살인' 피의자 체포…신상공개
- MBC 《리얼스토리 눈》(2015년 4월 14일 방송)